# Llista de plantes de Svalbard
Aquesta és una llista de plantes de l'arxipèlag Svalbard, que inclou les espècies autòctones i les introduïdes.

## Espècies autòctones

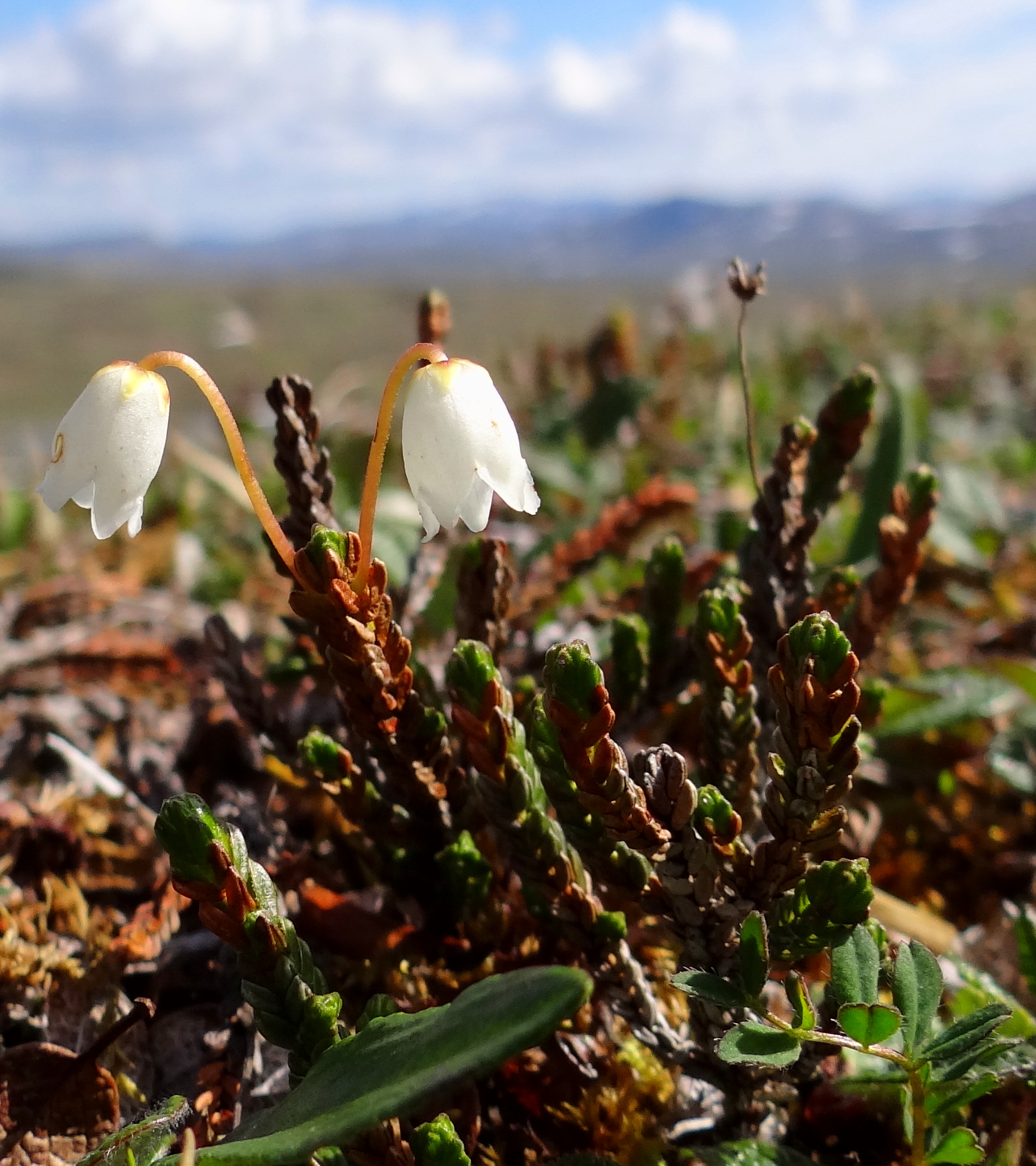
Bruc blanc àrtic (Cassiope Tetragona)

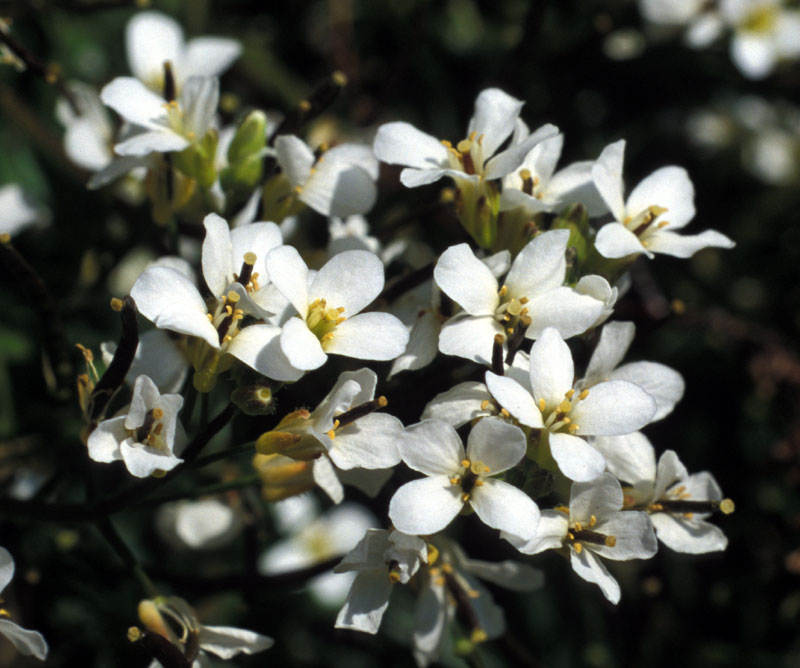
Draba

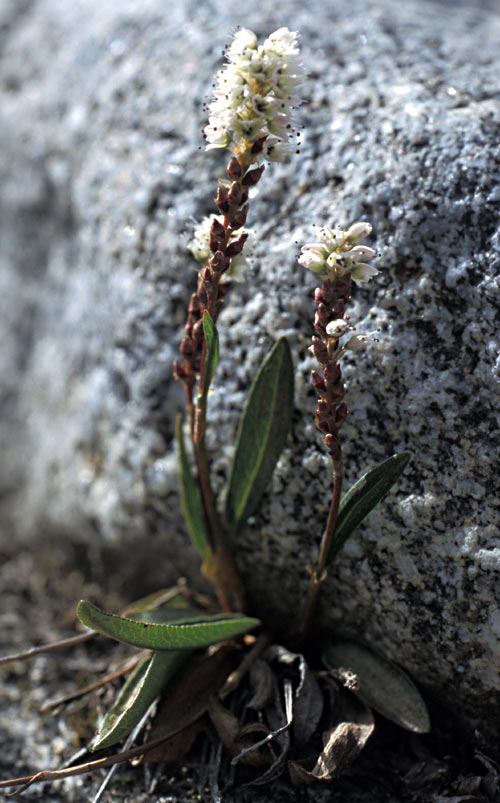
Bistorta vivípara (Polygonum viviparum)

### A
- Arabis alpina[1] -
- Arenaria pseudofrigida -
- Arnica alpina - Àrnica alpina

### B
- Betula nana[1] - Bedoll nan
- Braya purpurascens - Braya porpra

### C
- Campanula uniflora - Campànula àrtica
- Cardamine nymanii -
- Carex misandra -
- Cassiope tetragona[1] -
- Cerastium arcticum -
- Cochlearia officinalis -

### D
- Deschampsia alpina -
- Draba
  - D. bellii -
  - D. lactea -
- Dryas octopetala[1] -

### E
- Empetrum nigrum[1] -
- Erigeron humilis -
- Eriophorum scheuchzeri - Herba cotonera àrtica

### L
- Luzula
  - L. arctica - ush
  - L. confusa -

### M
- Mertensia maritima -
- Minuartia rubella -

### O

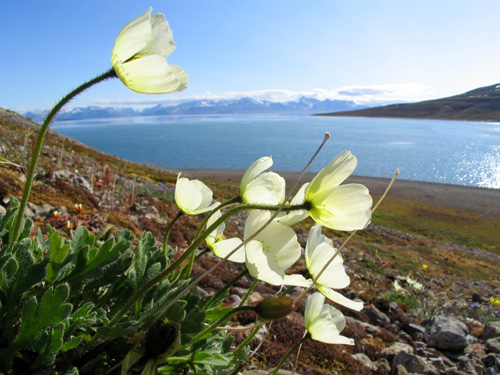
Rosella de Svalbard

- Oxyria digyna -

### P
- Papaver dahlianum - Rosella de Svalbard
- Pedicularis
  - P. dasyantha -
  - P. hirsuta -
- Petasites frigidus -
- Poa alpina -
- Polemonium boreale -
- Polygonum viviparum - Bistorta alpina
- Potentilla
  - P. chamissonis -
  - P. hyparctica -
  - P. pulchella -
- Puccinellia phryganodes -

### R
- Ranunculus
  - R. hyperboreus - Ranuncle àrtic
  - R. lapponicus -
  - R. nivalis -
  - R. pedatifidus -
  - R. pygmaeus -
  - R. sulphureus -
- Rubus chamaemorus[1] -

### S
- Salix
  - Salix herbacea[1] - Salze herbaci
  - Salix polaris - Salze polar
- Saxifraga
  - S. aizoides -
  - S. cespitosa - Saxifraga azoides
  - S. flagellaris -
  - S. hieracifolia -
  - S. hirculus -
  - S. nivalis -
  - S. oppositifolia -
  - S. rivularis[1] -
- Silene
  - S. acaulis -
  - S. furcata -
  - S. wahlbergella -
- Stellaria
  - S. crassipes -
  - S. humifusa -

### T
- Taraxacum
  - T. arcticum - Pixallits àrtic
  - T. brachyceras -

### V
- Vaccinium uliginosum[1] -

## Espècies introduïdes

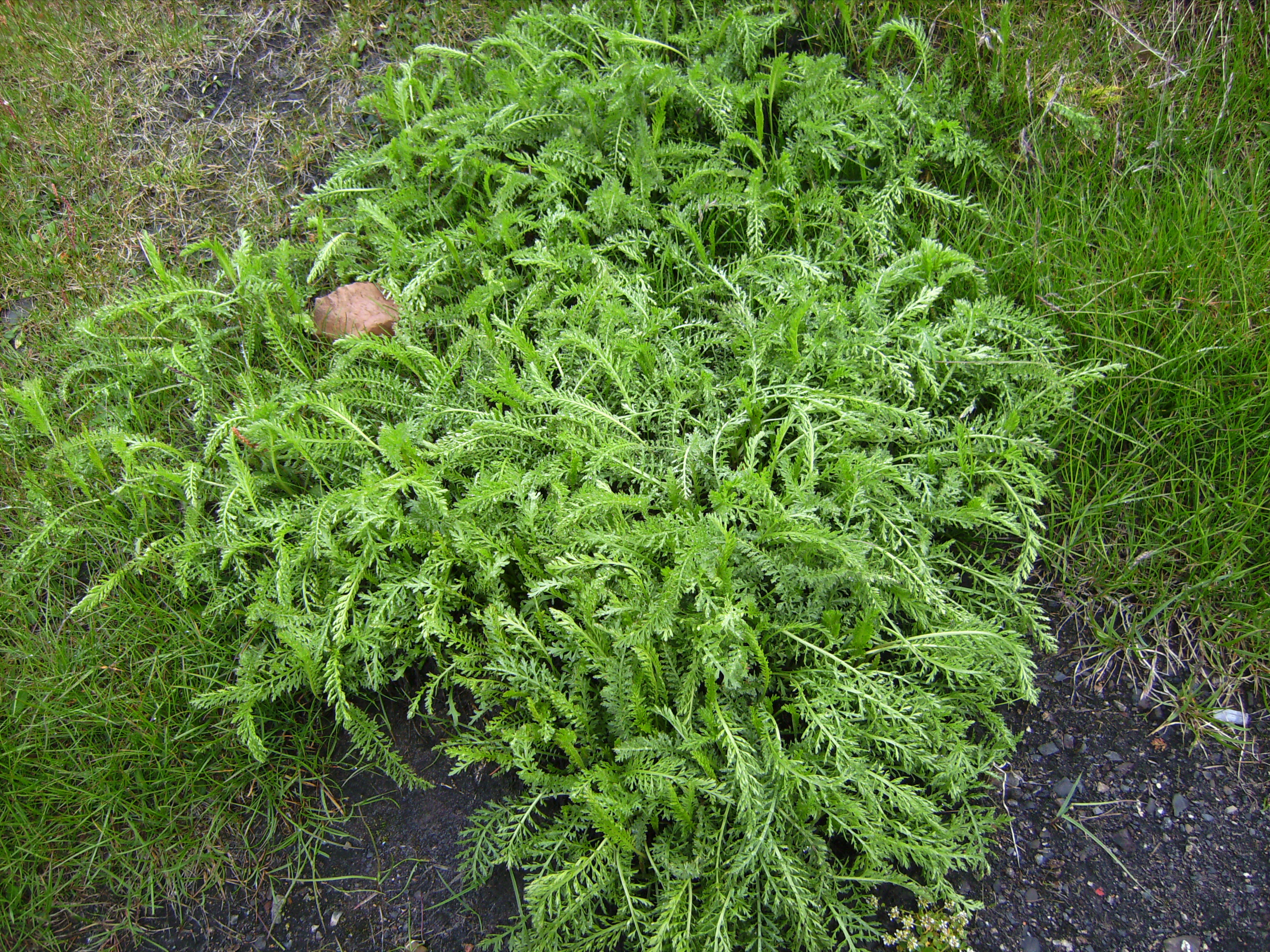
Achillea millefolium var.borealis una de les espècies introduïdes localitzada a Barentsburg, Svalbard

Especialment prop de les zones habitades de Svalbard com Longyearbyen i Barentsburg hi habiten actualment algunes espècies al·lòctones:

### A
- Achillea millefolium
- Anthriscus silvestris

### B
- Barbarea vulgaris

### D
- Deschampsia cespitosa

### E
- Equisetum arvense ssp. arvense

### G
- Galeopsis tetrahit

### M
- Matricaria maritima

### P
- Poa annua
- Polygonum aviculare

### R
- Ranunculus acris
- Ranunculus repens
- Rhapanus raphanistrum
- Rumex acetocella ssp. acetocella

### S
- Sinapis arvensis
- Stellaria media

### T
- Taraxacum sect.rudarelia
- Thlapsi arvense
- Trifolium repens

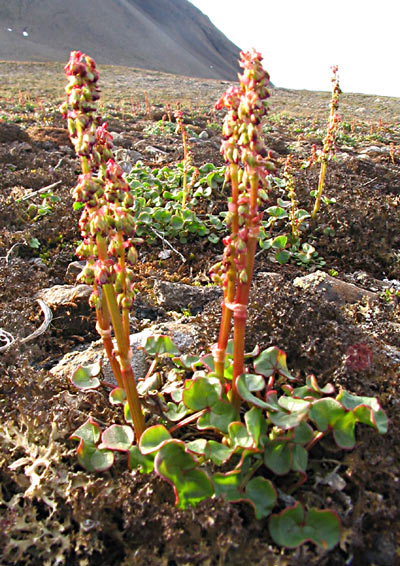
Oxyria digyna
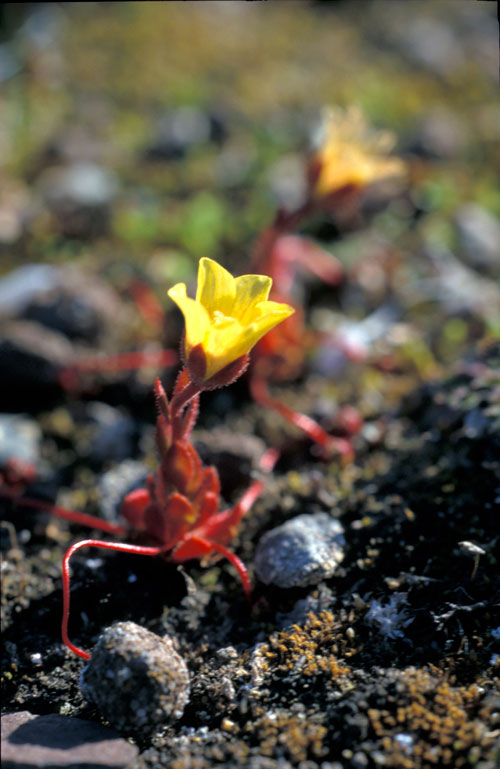
Saxifraga flagellaris
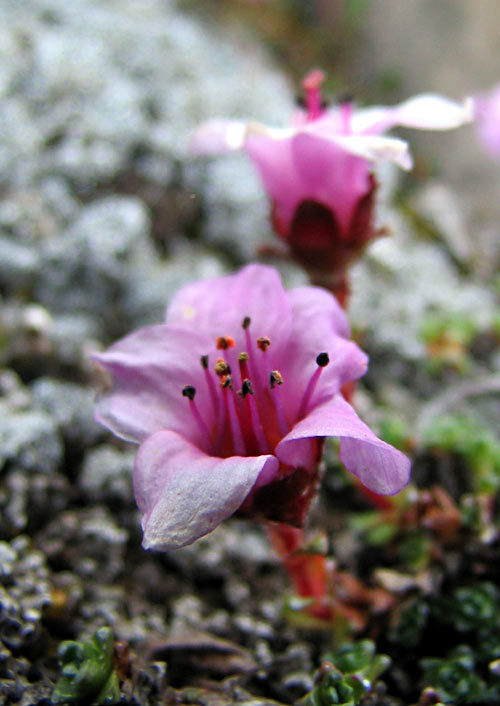
Saxifraga porpra
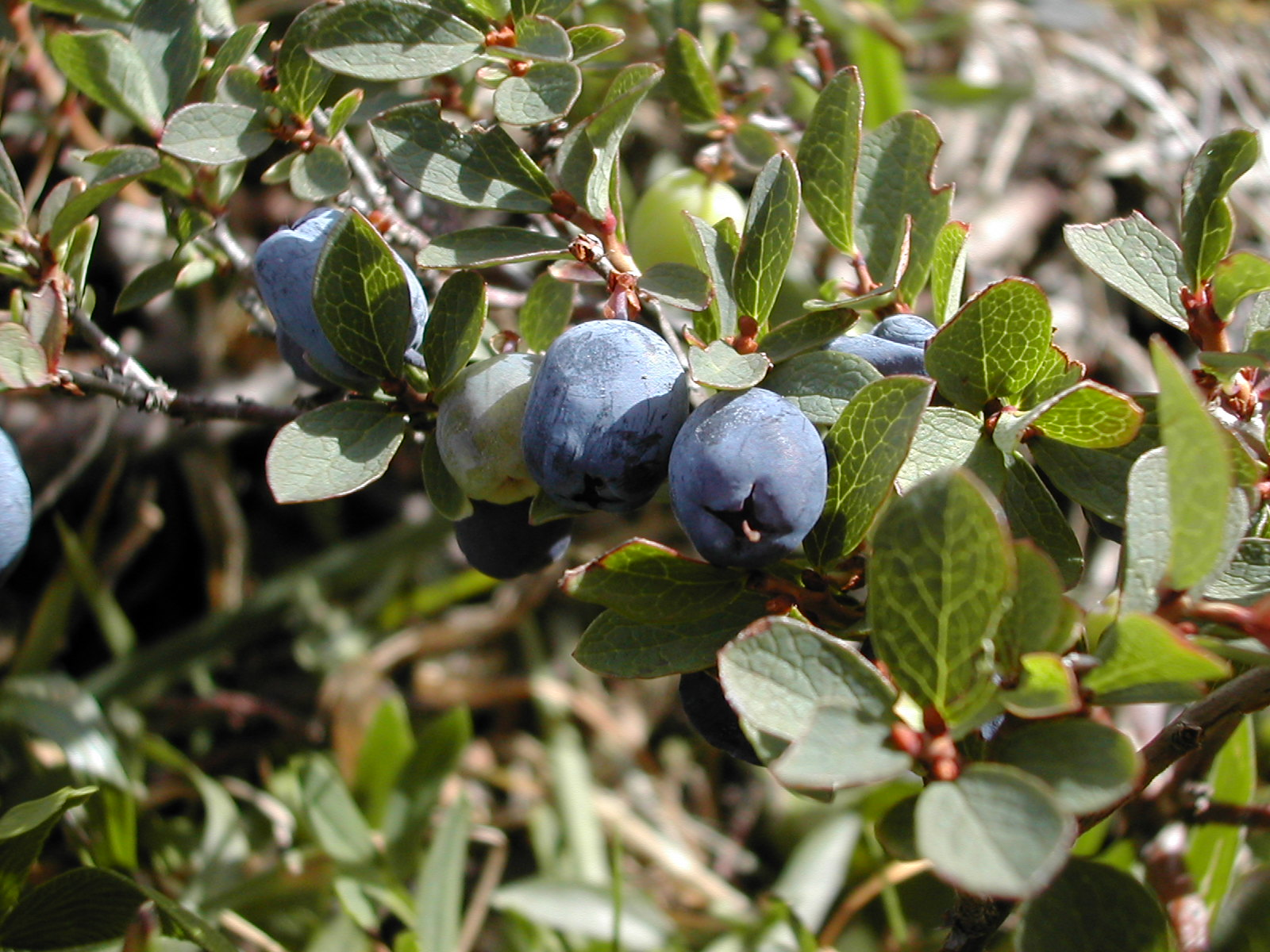
Fruits de Vaccinium uliginosum